# Les Mystères de Taisho
Les Mystères de Taisho (幻影博覧会, Genei Hakurankai) est un manga de Kei Tōme. Il a été prépublié dans le magazine Be Street entre 2000 et 2003, puis dans le mensuel Comic Birz de l'éditeur Gentōsha entre 2003 et 2011, et a été compilé en un total de quatre tomes. Sa parution a été assez aléatoire, l'auteure en écrivant quelques chapitres de temps en temps, avant de repartir travailler à ses autres projets. La version française est éditée en intégralité par Delcourt.
L'histoire se déroule au début du XXe siècle, dans un Japon en pleine ère Taishō. Un détective privé et sa jeune assistante sont confrontés à des affaires relevant parfois du surnaturel.

## Les personnages
- Matsunomiya : détective privé, il semble avoir rendu service à la police un certain nombre de fois.
- Maya Takasono : l'assistante de M. Matsunomiya. Ses parents semblent l'avoir abandonnée dans son enfance pour aller vivre sur le continent, et aujourd'hui son garde du corps est un gros chien borgne. Assez mystérieuse aux yeux de son employeur, elle n'en demeure pas moins efficace, intelligente et cultivée. Elle possède une espèce d'habileté à pouvoir voir des événements futurs, à laquelle Matsunomiya portera un certain intérêt, et ce dès le tome 2.